# Jim e John Thomas
James E. Thomas, detto Jim (Needles, ...), e  John C. Thomas (Needles, ...) sono due sceneggiatori statunitensi, noti per aver ideato la serie di Predator.

## Biografia
Nati a Needles e cresciuti a Bakersfield, i due hanno lavorato come bagnini, uomini di fatica e falegnami prima di cimentarsi nella sceneggiatura. Nel 1983, Jim ha avuto l'idea per quello che sarebbe diventato Predator, chiedendo aiuto a suo fratello per scriverlo. La sceneggiatura dei Thomas, intitolata Hunter, ha circolato per diversi anni invano ad Hollywood a causa della mancanza di esperienza dei due, finché Michael Levy della 20th Century Fox non l'ha sottoposta al produttore Joel Silver.
Dopo il successo del primo Predator, di cui avrebbero curato anche la sceneggiatura del séguito, i Thomas hanno sceneggiato altri blockbuster durante gli anni novanta, tra cui Decisione critica, Wild Wild West, Mission to Mars e Behind Enemy Lines - Dietro le linee nemiche. In TV hanno creato la serie Benvenuto sulla Terra, durata una sola stagione.

## Filmografia

### Sceneggiatori

#### Cinema
- Predator, regia di John McTiernan (1987)
- Il salvataggio (The Rescue), regia di Ferdinand Fairfax (1988)
- Predator 2, regia di Stephen Hopkins (1990)
- Decisione critica (Executive Decision), regia di Stuart Baird (1996)
- Wild Wild West, regia di Barry Sonnenfeld (1999)
- Mission to Mars, regia di Brian DePalma (2000)
- Behind Enemy Lines - Dietro le linee nemiche (Behind Enemy Lines), regia di John Moore (2001)

#### Televisione
- Benvenuto sulla Terra (Hard Time in Planet Earth) – serie TV, episodio 1x01 (1989)
- I racconti della cripta (Tales from the Crypt) – serie TV, episodio 3x14 (1991)
- L'ultimo coraggio (Yellow), episodio di Incubi (Two-Fisted Tales), regia di Robert Zemeckis – film TV (1992)

### Produttori

#### Cinema
- Predator, regia di John McTiernan (1987) - solo Jim; produttore esecutivo
- Il salvataggio (The Rescue), regia di Ferdinand Fairfax (1988) - co-produttori
- Decisione critica (Executive Decision), regia di Stuart Baird (1996)
- Prey, regia di Dan Trachtenberg (2022) - produttori esecutivi

#### Televisione
- Benvenuto sulla Terra (Hard Time in Planet Earth) – serie TV, 13 episodi (1989) - produttori esecutivi

## Riconoscimenti
- Premio Hugo
  - 1988 – Candidatura per la miglior rappresentazione drammatica per Predator
- Razzie Awards
  - 2000 – Peggior sceneggiatura per Wild Wild West